# Гардір (Луїзіана)
Гардір (англ. Gardere) — переписна місцевість (CDP) в США, в окрузі Іст-Батон штату Луїзіана. Населення — 13 203 особи (2020).

## Географія
Гардір розташований за координатами 30°21′30″ пн. ш. 91°8′6″ зх. д. / 30.35833° пн. ш. 91.13500° зх. д. (30.358455, -91.134973).  За даними Бюро перепису населення США в 2010 році переписна місцевість мала площу 8,79 км², уся площа — суходіл.

## Демографія
Згідно з переписом 2010 року, у переписній місцевості мешкало 10 580 осіб у 3762 домогосподарствах у складі 2302 родин. Густота населення становила 1204 особи/км².  Було 4526 помешкань (515/км²).
Расовий склад населення:
| - 63,7 % — чорних або афроамериканців - 25,8 % — білих - 1,7 % — азіатів - 0,3 % — корінних американців - 6,2 % — осіб інших рас |

До двох чи більше рас належало 2,2 %. Частка іспаномовних становила 13,8 % від усіх жителів.
За віковим діапазоном населення розподілялося таким чином: 29,8 % — особи молодші 18 років, 67,6 % — особи у віці 18—64 років, 2,6 % — особи у віці 65 років та старші. Медіана віку мешканця становила 25,5 року. На 100 осіб жіночої статі у переписній місцевості припадало 102,6 чоловіків;  на 100 жінок у віці від 18 років та старших — 99,5 чоловіків також старших 18 років.
Середній дохід на одне домашнє господарство  становив 53 306 доларів США (медіана — 37 325), а середній дохід на одну сім'ю — 52 251 долар (медіана — 36 884). Медіана доходів становила 40 376 доларів для чоловіків та 30 891 долар для жінок. За межею бідності перебувало 29,9 % осіб, у тому числі 41,0 % дітей у віці до 18 років та 6,2 % осіб у віці 65 років та старших.
Цивільне працевлаштоване населення становило 5889 осіб. Основні галузі зайнятості: освіта, охорона здоров'я та соціальна допомога — 15,4 %, будівництво — 14,6 %, мистецтво, розваги та відпочинок — 14,5 %.